# Navarrenx
Navarrenx is een gemeente in het Franse departement Pyrénées-Atlantiques (regio Nouvelle-Aquitaine). De plaats maakt deel uit van het arrondissement Oloron-Sainte-Marie. Navarrenx is lid van Les Plus Beaux Villages de France. Navarrenx telde op 1 januari 2022 1.046 inwoners.

## Geschiedenis
De plaats werd al in de veertiende eeuw ommuurd. In 1538 onder Hendrik II van Navarra kreeg de plaats een nieuwe omwalling. De Italiaanse architect Fabricio Siciliano ontwierp de vestingwerken volgens de laatste inzichten, en maakte zo van Navarrenx een vestingstad die de naam had oninneembaar te zijn. De stadsmuur was 1,7 kilometer lang en 10 meter hoog. Bernard d'Arros, de gouverneur-generaal van Béarn aangesteld door Johanna van Albret, trok zich terug achter de muren van Navarrenx toen Antoine de Lomagne, baron van Terride op bevel van de Franse koning Béarn binnenviel. Zijn leger sloeg het beleg van de stad op 24 mei 1569. D'Arros en zijn vijfhonderd krijgslieden weerstonden het beleg tot begin augustus, toen de stad werd ontzet door het protestantse leger van Gabriel I de Montgommery.

## Geografie
De oppervlakte van Navarrenx bedroeg op 1 januari 2022 6,21 vierkante kilometer; de bevolkingsdichtheid was toen 168,4 inwoners per km². De gemeente ligt op de rechteroever van de Gave d'Oloron.

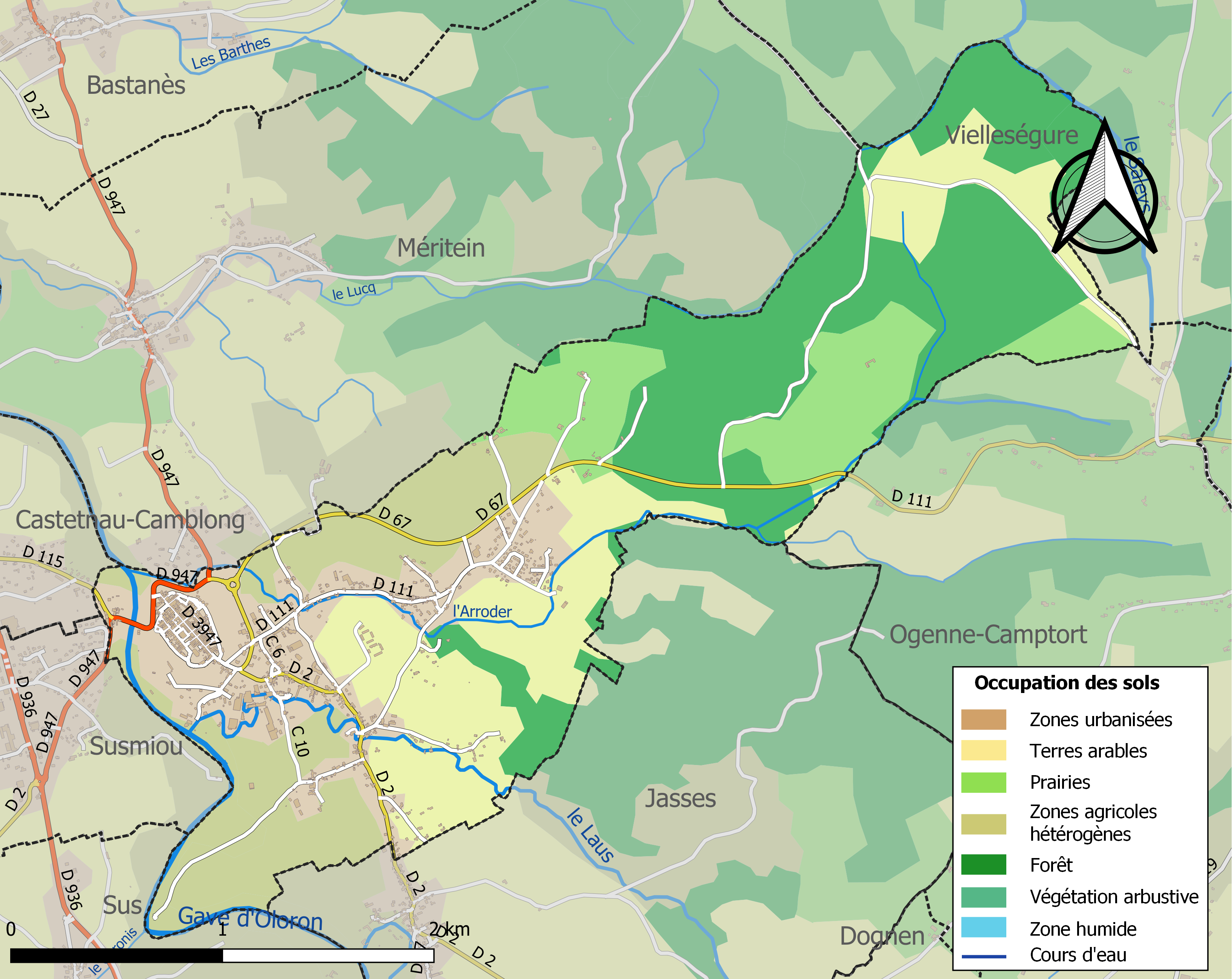
Kaart van de gemeente met belangrijkste infrastructuur, bodemgebruik en omliggende gemeenten

## Demografie
Onderstaande figuur toont het verloop van het inwonertal (bron: INSEE-tellingen).

## Afbeeldingen

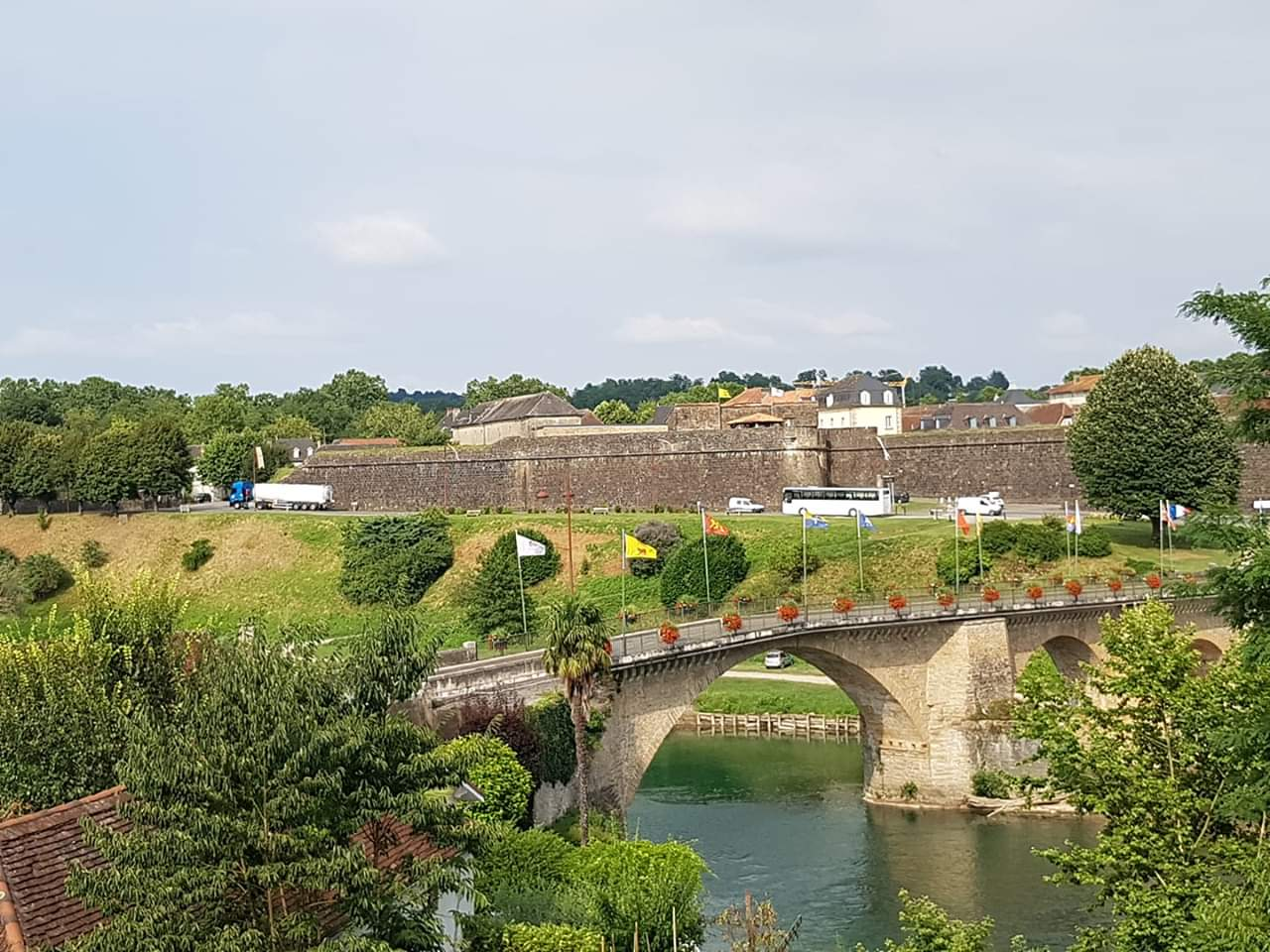
Gezicht op Navarrenx
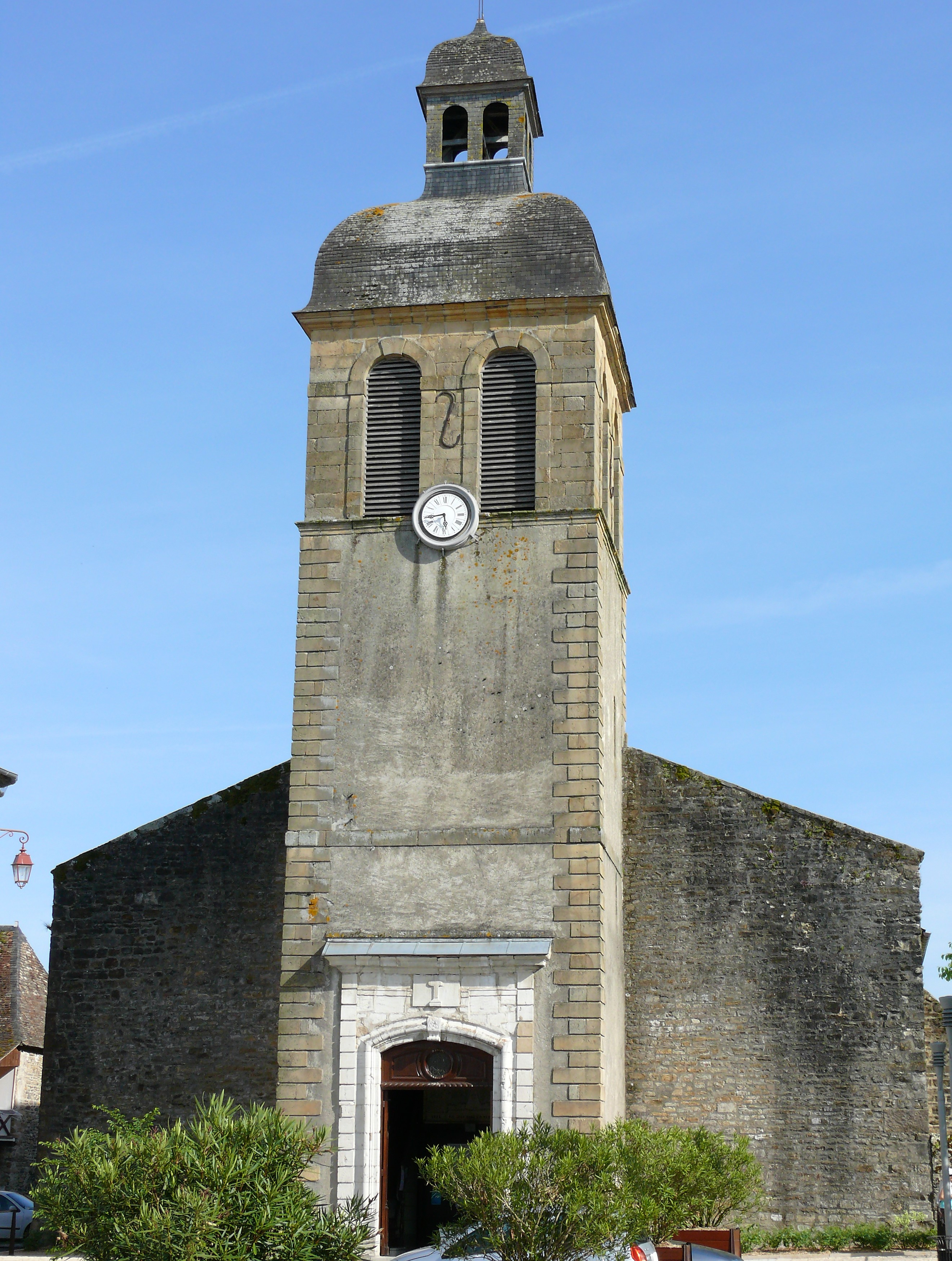
Église Saint-Germain-d'Auxerre
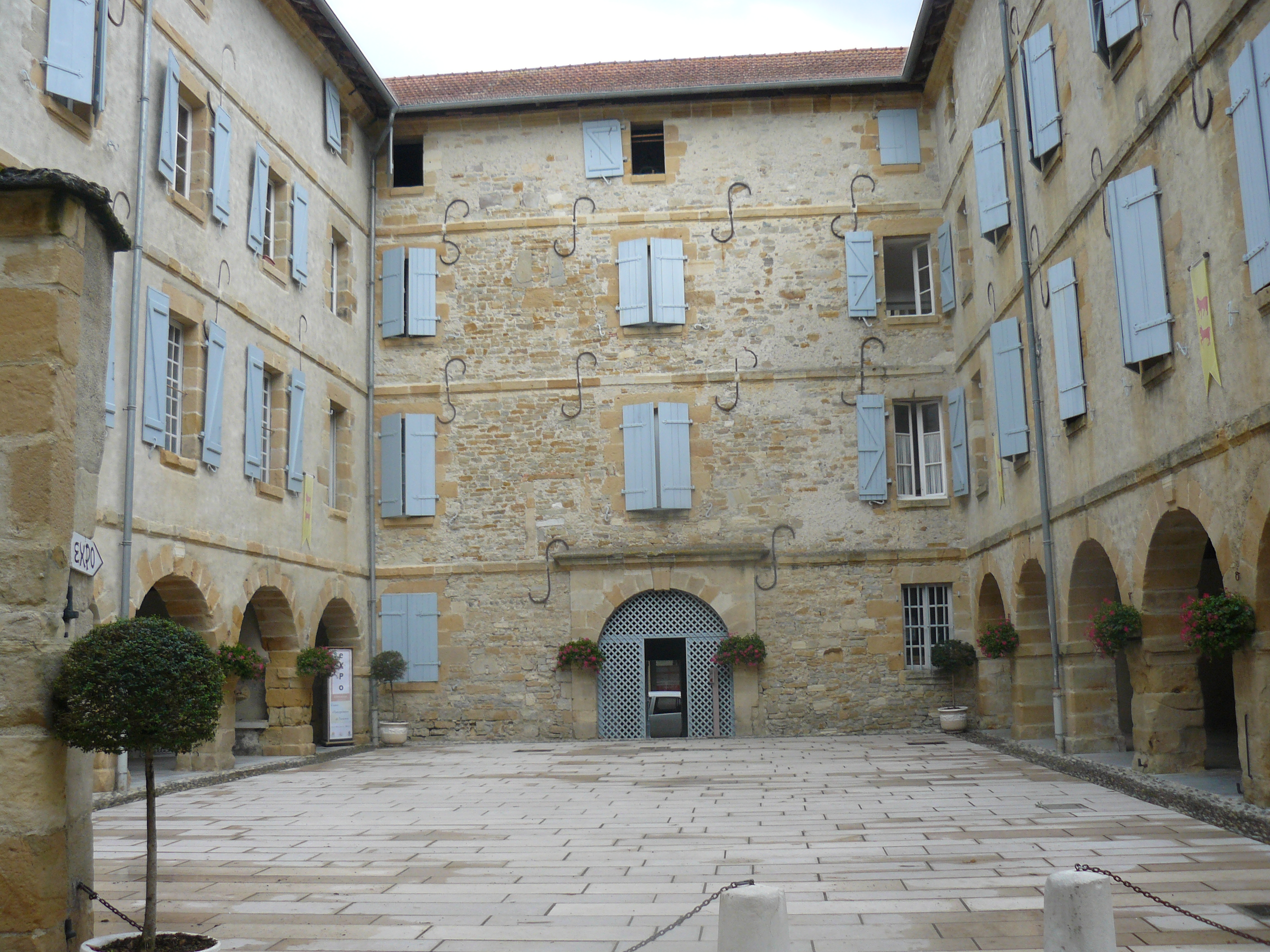
Arsenaal
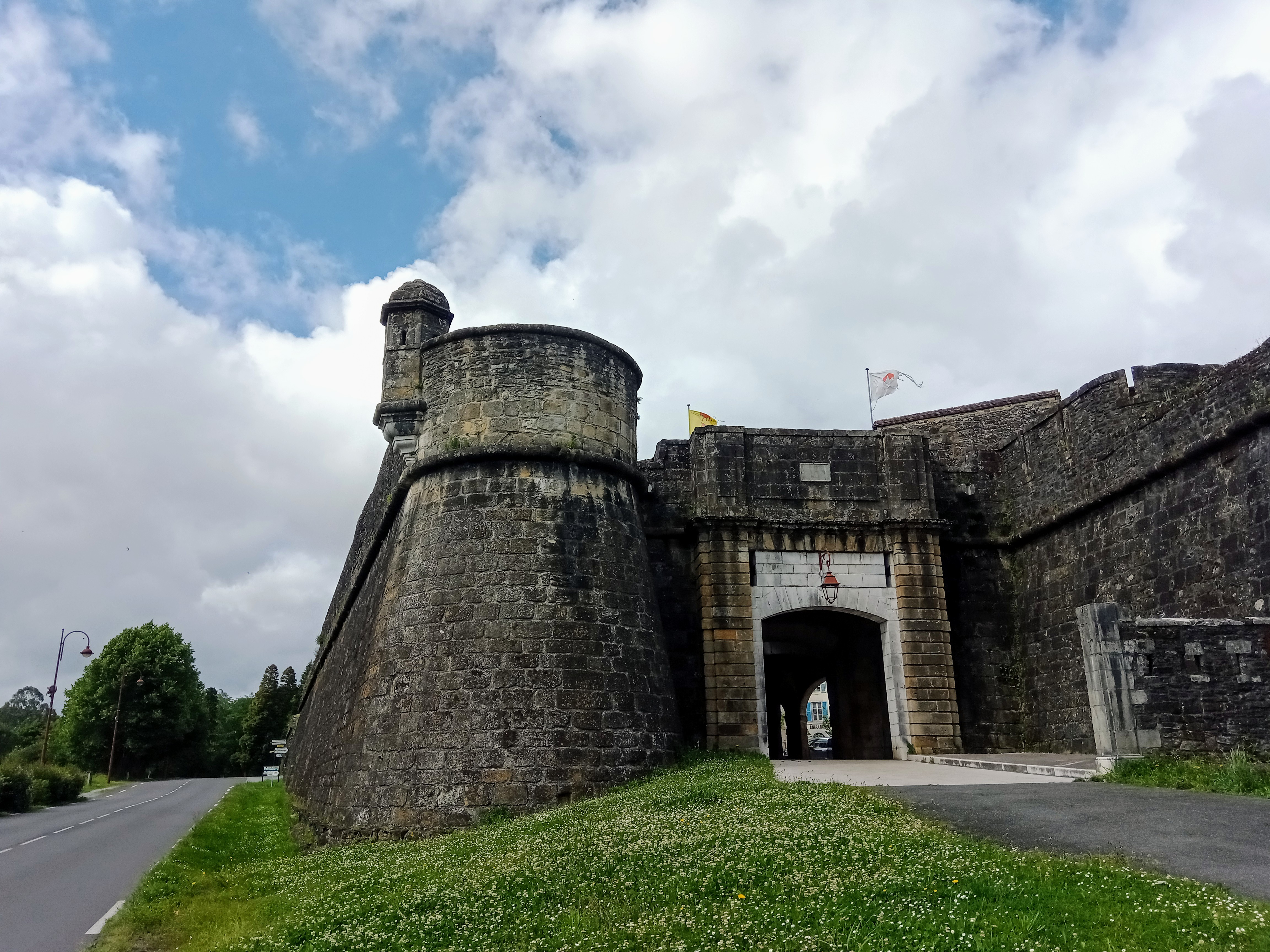
Porte Saint-Antoine
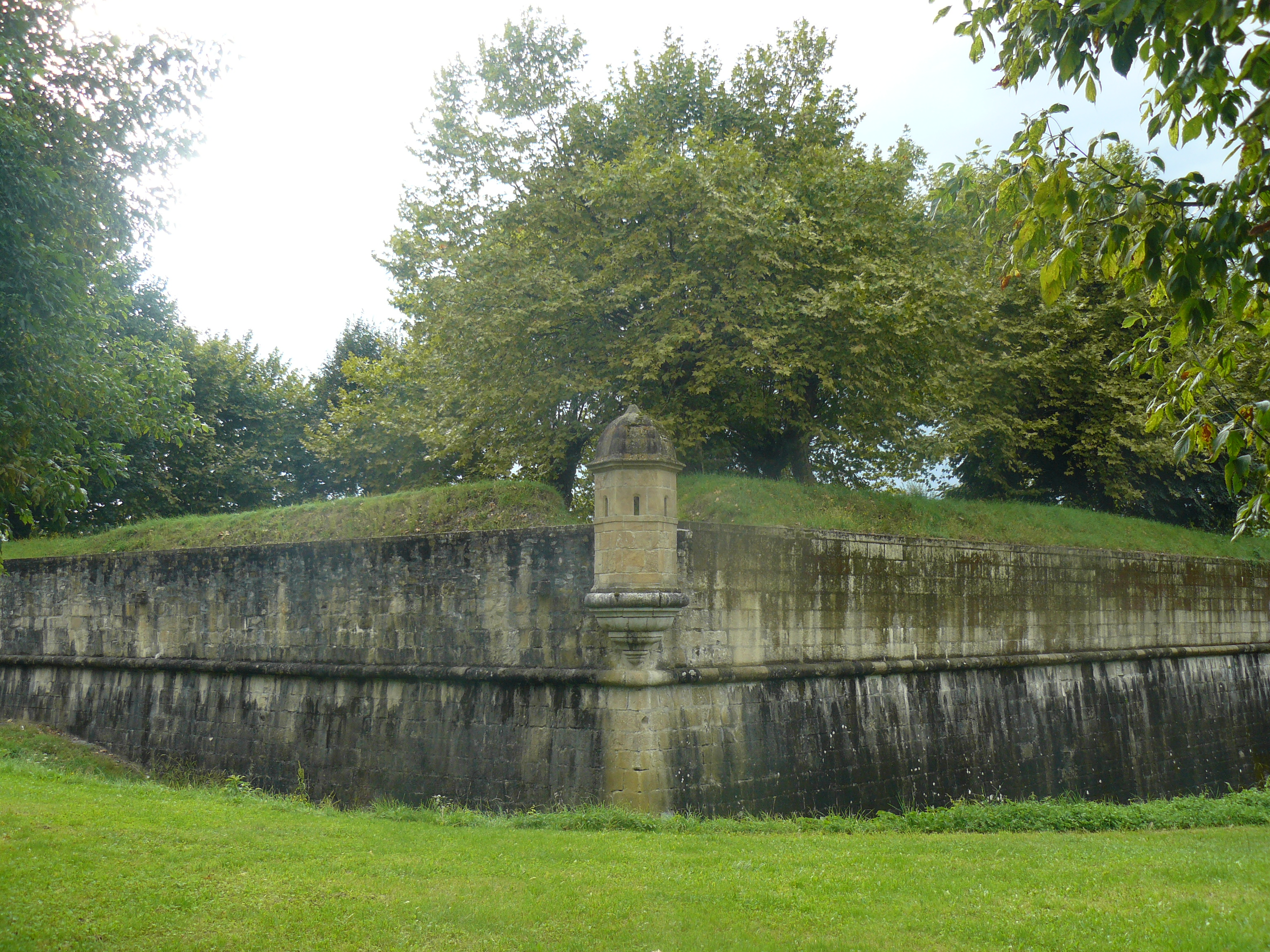
Omwalling met wachttorentje